# Titanium(IV)isopropoxide
Titanium(IV)isopropoxide is een organometaalverbinding met de brutoformule Ti[OCH(CH3)2]4. Dit alkoxide van titanium wordt veel gebruikt in de organische synthese en in de materiaalkunde.

## Synthese
Titanium(IV)isopropoxide wordt verkregen uit de reactie tussen titanium(IV)chloride en 2-propanol:
{\displaystyle \mathrm {TiCl_{4}\ +\ 4\ C_{3}H_{8}O\ \longrightarrow \ Ti[C_{3}H_{7}O]_{4}\ +\ 4\ HCl} }

## Structuur
Titanium(IV)isopropoxide is diamagnetisch. De molecule neemt een tetraëdrische geometrie aan. De stof komt voornamelijk als monomeer voor, vooral in niet-polaire oplosmiddelen. Dit in tegenstelling tot bijvoorbeeld titanium(IV)methoxide dat vooral als tetrameer voorkomt.

## Eigenschappen
Titanium(IV)isopropoxide reageert met water (hydrolyse), waarbij titanium(IV)oxide neerslaat:
{\displaystyle \mathrm {Ti[C_{3}H_{7}O]_{4}\ +\ 2\ H_{2}O\ \longrightarrow \ TiO_{2}\ +\ 4\ C_{3}H_{8}O} }
Deze reactie wordt toegepast in de sol-gelsynthese van op TiO2-gebaseerde materialen. In deze reactie wordt doorgaans water toegevoegd aan een oplossing van titanium(IV)isopropoxide in een alcohol. De exacte eigenschappen van het product worden in belangrijke mate bepaald door additieven als azijnzuur, de hoeveelheid water en de snelheid van mengen.

## Toepassingen
Titanium(IV)isopropoxide is een reagens dat bij bepaalde reacties wordt gebruikt:
- Als een van de belangrijke componenten in de Sharpless-epoxidatie, een methode om chirale epoxiden te bereiden.
- Als katalysator in de synthese van cyclopropanen via de Kulinkovitsj-reactie.
- Prochirale thio-ethers worden enantioselectief geoxideerd met behulp van een van titanium(IV)isopropoxide afgeleide katalysator.[3]